# Yema Auto
Yema Auto est un constructeur automobile chinois.

## Historique
Yema Auto possède trois sites de production situés à Chengdu et à Mianyang. Le siège social de Chengdu comprend Chengdu Passenger Vehicle Co. et Chengdu Bus Co., où sont fabriqués des autocars, des bus de banlieue, des bus urbains, des véhicules de tourisme et des véhicules à énergie nouvelle. En septembre 2002, avec l'approbation du gouvernement municipal de Chengdu, Sichuan Fulin Industrial Group Co., Ltd. a mis en œuvre une fusion et une réorganisation globales, et a été répertoriée comme une entreprise de fabrication automobile clé dans le « onzième plan quinquennal » de la province du Sichuan et du gouvernement populaire municipal de Chengdu.
En août 2006, elle a été officiellement renommée Sichuan Automobile Industry Group Co., Ltd.
En 2011, Sichuan Automobile Industry Co., Ltd. a été créée par réorganisation des actions.
En 2012, la branche Yema Automobile New Energy a été créée et l'Institut de recherche sur l'industrie automobile des nouvelles énergies du Sichuan a été créé conjointement avec le groupe Zhongneng Dongdao.
En 2014, le nouveau logo a été officiellement lancé. La succursale de Mianyang est située dans la zone de développement industriel de haute technologie de Mianyang, couvrant une superficie d'environ 1,3 million de mètres carrés, avec un investissement total de plus de 3 milliards de RMB. Elle a établi une base de fabrication équipée de premier ordre avec quatre processus de production de véhicules complets de plusieurs véhicules et des lignes de production entièrement automatisées pour les véhicules traditionnels et à énergie nouvelle en 2014. En avril 2015, elle a été rebaptisée « Sichuan Yema Automobile Co., Ltd. »
En janvier 2019, Levdeo a acquis Yema Auto et a révélé son intention de la réorganiser stratégiquement, en lançant des véhicules électriques construits sur les plateformes de véhicules à essence Yema existantes sous la nouvelle marque Letin . Depuis que Levdeo a déclaré faillite en mai 2023, Yema Auto est également tombée en crise.
En 2023, Yema Auto a fait l'objet d'une demande de mise en faillite à deux reprises.

## Référence
1. ↑  Simon Potée-Gallini, « Yema Auto : trois nouveaux modèles pour le constructeur chinois », Turbo, 19 septembre 2011.